# Pericyma
Pericyma é um gênero de traça pertencente à família Noctuidae.